# Torquato Tasso (Donizetti)
Torquato Tasso ist eine Opera semiseria (Originalbezeichnung: „Melodramma“) in drei Akten des italienischen Komponisten Gaetano Donizetti. Das Libretto stammt von Jacopo Ferretti und basiert auf Werken zum gleichen Thema von Goethe, Goldoni und Lord Byron. Die Uraufführung fand am 9. September 1833 im Teatro Valle in Rom statt.

## Handlung

### Erster Akt
Torquato Tasso lebt am Hof von Ferrara. Seine Position ist nicht unumstritten. Vor allem zwei Personen hegen eine starke Abneigung gegen ihn. Da ist zunächst Roberto Geraldino, der Sekretär des Herzogs, der ihm seinen Erfolg neidet. Die andere Person, die Torquato bekämpft, ist der Höfling Don Gherardo. Dieser ist von Eifersucht geplagt, da er annimmt, der Dichter sei hinter der Hofdame Eleonora di Scandiani her, in die er sich selbst verliebt hat. In Wirklichkeit hat sich der Dichter in die gleichnamige Herzogin (Eleonora d’Este) verliebt. Die beiden Gegner Torquatos tun sich zusammen, um ihren Feind auszuschalten. Es gelingt ihnen, eines von dessen Gedichten, das sich auf die Herzogin Eleonora d‘Este bezieht, in ihren Besitz zu bringen. Dieses Gedicht wird nun dem Herzog zugespielt, der aber wegen der Namensgleichheit der Eleonoras nicht seine Gattin als Bezugsperson des Gedichtes vermutet. Es kommt zu Auseinandersetzungen, in deren Verlauf die Verschwörung der beiden aufgedeckt wird. Die Sache wird vom Herzog letztlich geschlichtet.

### Zweiter Akt
Die beiden Verschwörer setzten ihre Intrigen gegen Torquato fort. Sie stellen diesem eine Falle, in die der Dichter auch tatsächlich hineinfällt. Ein von den Verschwörern arrangiertes nächtliches Treffen Torquatos mit der Herzogin wird wie geplant vom Herzog entdeckt. Bei dem Treffen haben die Herzogin und der Dichter sogar über eine gemeinsame Flucht gesprochen. Der Herzog ist natürlich empört. Er erklärt den Dichter für verrückt und sperrt ihn ins Gefängnis.

### Dritter Akt
Sieben Jahre später sitzt Torquato noch immer im Gefängnis. Er hat zwischenzeitlich sein Gedächtnis verloren und weiß auch nicht mehr den Grund für seine Haft. Plötzlich wird er freigelassen, und er soll in Rom einen Dichterpreis erhalten. Zwischenzeitlich kehrt seine Erinnerung zurück. Er erkundigt sich nach der Herzogin und erfährt, dass diese bereits vor einigen Jahren verstorben sei. Daraufhin bricht er erneut zusammen und leidet nun auch noch an Wahnvorstellungen. Seine Umgebung bemüht sich, ihn an seine Aufgaben als Dichter zu erinnern.

## Musiknummern
Die Oper enthält folgende Musiknummern nach der originalen italienischen Partitur:
- Nr. 1. Introduktion und Cavatine (Gherardo): „Due rivali, in invidioso – Fra tutti questi punti“ (Chor, Gherardo, Ambrogio)
- Nr. 2. Duett (Torquato, Geraldini): „In un’estasi, che uguale“ (Torquato, Geraldini, Ambrogio)
- Nr. 3. Cavatine (Eleonora): „Io l’udia ne’ suoi bei carmi“
- Nr. 4. Duett (Torquato, Leonora): „Colei Sofronia, Olindo egli si appella“
- Nr. 5. Finale I: „Alma ingrata! Traditore!“ (Torquato, Geraldini, Scandiano, Eleonora, Gherardo, Chor, Herzog)
- Nr. 6. Introduktion: „Ma lo scrigno di Torquato“ (Chor)
- Nr. 7. Arie (Gherardo): „Don Gherardo! Il vaticinio“ (Chor, Gherardo)
- Nr. 8. Duett (Eleonora, Geraldini): „Quando alla notte bruna“
- Nr. 9. Finale II: „Notte che stendi attorno“ (Torquato, Gherardo, Eleonora, Geraldini, Herzog, Chor, Scandiano)
- Nr. 10. Arie (Torquato): „Perché dell’aure in sen“ (Torquato, Chor)

## Werkgeschichte

Aufführungszettel der Erstaufführung in Wien 1837

Bei der erfolgreichen Uraufführung am 9. September 1833 im Teatro Valle in Rom sangen Antonio Rinaldi (Alfonso II), Adelina Spech-Salvi (Eleonora d’Este), Angiolina Carocci (Eleonora di Scandiano), Giorgio Ronconi (Torquato Tasso), Ferdinando Lauretti (Don Gherardo), Antonio Poggi (Roberto) und Luigi Garofalo (Ambrogio).
Bis 1857 gab es eine Vielzahl weiterer Aufführungen in italienischen Städten, aber auch u. a. in Barcelona (1835 und 1849), Lissabon (1837?), Dublin (1838), Algier (1839), Wien (1839 und 1847), London (1840), Berlin (1841), Rio de Janeiro (1844), Kopenhagen (1846) und Buenos Aires (1857). Die letzte historische Produktion war 1881 in Bergamo.

## Neuinszenierungen und Tonträgereinspielungen
Am 27. Februar und am 2. März 1974 kam es im Rahmen des Camden Festivals im Collegiate Theatre in London zu zwei Aufführungen. Unter der Leitung von Kenneth Montgomery wirkten Chor und Orchester der Opera Rara mit. Als Solisten sangen u. a. Christian du Plessis, Janet Price, Bruce Brewer und Andrea Snarski. Von dieser Inzensierung gibt es eine Tonträgereinspielung, die auch als CD in den Handel kam.
Im Jahr 1985 wurde die Oper im Theater von Genua gespielt. Auch hiervon gibt es eine CD-Aufnahme. Die musikalische Leitung der Aufführung hatte Massimo De Bernart. Es spielten und sangen das Orchester und der Chor des Theaters von Genua. Solisten waren u. a. Simone Alaimo, Luciana Serra, Ernesto Palacio und Roberto Coviello.
Am 2. November 2014 gab es eine weitere Aufführung des Werks im Rahmen des Musik-Festivals in Bergamo. Sebastiano Rolli leitete die Vorstellung mit dem Chor und dem Orchester des Musikfestivals. Als Solisten wirkten der südkoreanische Bariton Leo An, die Sopranistin Gilda Fiume, Giorgio Misseri (Tenor), Marzio Giossi (Bariton), Annunziata Vestri (Mezzosopran) und der Bass Gabriele Sagona mit.
Zudem gibt es einige andere CD-Einspielungen der Oper bzw. Nummern aus der Oper im Rahmen von Konzerten.

## Digitalisate
- Torquato Tasso: Noten und Audiodateien im International Music Score Library Project
- Libretto (italienisch), Rom 1833. Digitalisat im Internet Archive
- Libretto (italienisch, deutsch), Berlin 1841. Digitalisat der Österreichischen Nationalbibliothek